# Carte Blanche (DJ Snake)
Carte Blanche is het tweede studioalbum van de Franse muziekproducent DJ Snake, uitgebracht op 26 juli 2019 via Geffen Records . Het bevat de singles "Magenta Riddim", " Taki Taki " (met Selena Gomez, Ozuna en Cardi B), "Try Me" (with Plastic Toy), "SouthSide" (met Eptic), " Enzo " (met Sheck Wes met Offset, 21 Savage en Gucci Mane) en " Loco Contigo " (met J Balvin met Tyga), evenals andere samenwerkingen met Zhu, Anitta, Gashi, Majid Jordan, Bryson Tiller, Zomboy, Tchami, Malaa en Mercer .

## Promotie
DJ Snake kondigde op sociale media op 15 juli aan dat hij de volgende dag een "grote aankondiging" zou doen. Op 16 juli onthulde hij de uitgiftedatum van het album en plaatste hij de hoesafbeelding, een foto van de linkerhoek van de Arc de Triomphe Hij stelde het album voor in de club 'Bridge' in zijn geboortestad Parijs.

## Tracklist
Aangepast van Apple Music .
| 1.                 | Butterfly Effect                                                 | DJ Snake                          | 3:24 |
| 2.                 | Quiet Storm (met Zomboy)                                         | DJ Snake, Zomboy                  | 3:45 |
| 3.                 | When the Lights Go Down                                          | DJ Snake                          | 3:48 |
| 4.                 | Recognize (met Majid Jordan)                                     | DJ Snake, Trackside               | 3:34 |
| 5.                 | No More (met Zhu)                                                | DJ Snake, King Henry              | 2:46 |
| 6.                 | Made in France (met Tchami, Malaa en Mercer)                     | DJ Snake, Malaa, Mercer, Tchami   | 4:11 |
| 7.                 | Enzo (with Sheck Wes featuring Offset, 21 Savage and Gucci Mane) | DJ Snake, Sickdrumz, YungLunchbox | 4:08 |
| 8.                 | Smile (met Bryson Tiller)                                        | DJ Snake, Major Seven             | 3:18 |
| 9.                 | Try Me (met Plastic Toy)                                         | DJ Snake, Plastic Toy             | 3:18 |
| 10.                | Loco Contigo (with J Balvin and Tyga)                            | DJ Snake                          | 3:05 |
| 11.                | Taki Taki (met Selena Gomez, Ozuna and Cardi B)                  | DJ Snake                          | 3:32 |
| 12.                | Fuego (met Sean Paul en Anitta featuring Tainy)                  | DJ Snake, Tainy                   | 3:15 |
| 13.                | Magenta Riddim                                                   | DJ Snake                          | 3:14 |
| 14.                | Frequency 75                                                     | DJ Snake                          | 4:26 |
| 15.                | SouthSide (met Eptic)                                            | DJ Snake, Eptic                   | 4:12 |
| 16.                | No Option (feat Burna Boy)                                       | DJ Snake                          | 3:05 |
| 17.                | Paris (met Gashi)                                                | DJ Snake                          | 3:45 |
| Totale duur: 60:46 |                                                                  |                                   |      |

## Hitlijsten
- 68 in Canada